# Benjamin Guggenheim

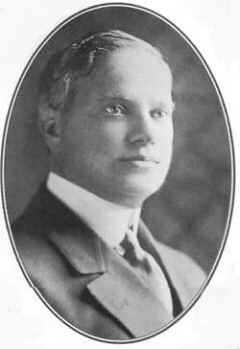
Benjamin Guggenheim

Benjamin Guggenheim (* 26. Oktober 1865 in Philadelphia, Pennsylvania; † 15. April 1912 im Nordatlantik beim Untergang der Titanic) war ein US-amerikanischer Geschäftsmann. Benjamin Guggenheim gehörte zu den reichsten Männern der USA und ist bis heute eines der bekanntesten Opfer des Titanic-Unglücks. Seine Person wurde zum Sujet vieler Filme und Sachbücher.

## Leben
Guggenheim war das sechste von insgesamt elf Kindern von Meyer Guggenheim (1828–1905) und dessen Frau Barbara Myers (1834–1900). Die jüdische Familie stammte ursprünglich aus Lengnau in der Schweiz.
Benjamin Guggenheim heiratete am 24. Oktober 1894 Florette Seligman (1870–1937), die Tochter von James Seligman, dem Präsidenten der New Yorker Investment-Bank J. & W. Seligman & Co. Sie hatten drei Töchter: Benita Rosalind Guggenheim (* 10. Dezember 1895; † 21. Juli 1927), Marguerite „Peggy“ Guggenheim (* 28. August 1898; † 23. Dezember 1979) und Barbara Hazel Guggenheim (1903–1995).
Im Alter von 20 Jahren wurde er von seinem Vater nach Leadville, Colorado, geschickt, um dort die Interessen des Familienunternehmens im Bereich des Bergbaus zu vertreten. Er erkannte die großen Möglichkeiten und auf sein Anraten hin stieg die Familie ins Schmelzgeschäft ein. Die erste Schmelzhütte wurde in Pueblo errichtet. Aufgrund deren Erfolges wurden weitere in Aguascalientes, Monterey und Perth Amboy errichtet, der Familienbetrieb konzentrierte sich fortan auf das Schmelzgeschäft. Anfang des 20. Jahrhunderts beherrschten die Guggenheims einen Großteil der weltweiten Kupferproduktion. 1901 ging Benjamin Guggenheim nach Europa und kehrte 1903 zurück. Er errichtete in Milwaukee eine Fabrik für Bergbaumaschinen. 1906 wurde er Vorstandsvorsitzender der International Steam Pump Company, an dem die Familie große Aktienanteile hielt. 1909 wurde er Präsident des Unternehmens. Die Firma betrieb sieben Anlagen in den USA und eine in England, wobei sie ca. 10.000 Mitarbeiter beschäftigte. Sein Vermögen wurde seinerzeit auf 380 Mio. US$ geschätzt.

## Untergang der Titanic
Im April 1912 war er zusammen mit seiner jungen französischen Geliebten Léontine Pauline Aubart (genannt Ninette, 1887–1964) und zwei Angestellten Passagier der Titanic. Er bewohnte die Luxuskabine B-84 (Ticket-Nr. 17593). Sein Ticket 1. Klasse soll 79 £ und 4 Shillinge gekostet haben, was in heutigem Wert (2019) etwa 6800 £ entspräche. Als er seiner Geliebten einen Platz in einem Rettungsboot zugewiesen und anderen Passagieren geholfen hatte, legte er zusammen mit seinem Butler seine beste Abendbekleidung an und sagte zu einem Mitglied der Crew: „We’ve dressed up in our best and are prepared to go down like gentlemen.“ (deutsch: „Wir sind angemessen gekleidet und bereit, wie Gentlemen unterzugehen“.) Durch diese überlieferte Aussage stieg sein Bekanntheitsgrad, da sie sehr oft, auch in einigen Filmen, zitiert wurde.
Benjamin Guggenheim überlebte den Untergang der Titanic nicht. Seine Leiche wurde nie gefunden. Seine Witwe Florette starb am 15. November 1937 im Alter von 67 Jahren im Plaza Hotel in New York.

## Benjamin Guggenheim in Film und Literatur
In den späteren Verfilmungen des Schiffsunterganges wurde Benjamin Guggenheim von Camillo Guercio (Untergang der Titanic, 1953), Harold Goldblatt (Die letzte Nacht der Titanic, 1958), John Moffatt (S.O.S. Titanic, 1979) und Michael Ensign (Titanic, 1997) dargestellt.
Ferner wird die Person Benjamin Guggenheim in folgenden Sachbüchern behandelt:
- John P. Eaton, Charles A. Hass: Titanic – Triumph und Tragödie. Heyne, München 1997, ISBN 3-453-12890-7.
- Walter Lord: Die Titanic-Katastrophe. Heyne, München 2002, ISBN 3-453-05909-3.
- Donald Lynch, Ken Marschall: Titanic – Königin der Meere. Heyne, München 1997, ISBN 3-453-05930-1.